# William Whitelaw
William Stephen Ian Whitelaw, 1. wicehrabia Whitelaw, KT, CH, MC (ur. 28 czerwca 1918 w Nairn, zm. 1 lipca 1999 w Penrith) – brytyjski arystokrata i polityk, członek Partii Konserwatywnej, minister w rządach Edwarda Heatha i Margaret Thatcher.

## Życiorys
Whitelaw urodził się w Nairn w północnej Szkocji. Był synem Williama Alexandra Whitelawa i Helen Russell, córki generała majora Francisa Shirleya Russella. Nigdy nie poznał swojego ojca, który zginął podczas I wojny światowej. Wykształcenie odebrał w kolegiach Winchester oraz Trinity College na Uniwersytecie Cambridge. Służbę wojskową odbywał w Gwardii Szkockiej. W okresie II wojny światowej służył w dywizji pancernej Gwardii podczas walk na froncie zachodnim.
W Normandii dowodził czołgiem typu Mk IV Churchill. Brał udział w bitwie pod Caumont, podczas której przeciwko jego oddziałowi Niemcy po raz pierwszy użyli niszczycieli czołgów Jagdpanther. Za postawę podczas tej bitwy otrzymał Military Cross. Kiedy zginął zastępca dowódcy jego batalionu, Whitelaw przejął jego pozycję i w stopniu majora walczył w Holandii i Niemczech. Po zakończeniu wojny w Europie jednostka Whitelawa miała wziąć udział w inwazji na Wyspy Japońskie, ale do inwazji nie doszło z powodu zakończenia działań wojennych na Dalekim Wschodzie. Dywizja została przeniesiona do Palestyny. W 1946 Whitelaw zrezygnował ze służby wojskowej, aby zająć się rodzinnym majątkiem, który odziedziczył po śmierci swojego dziadka.
Związany z Partią Konserwatywną Whitelaw podjął nieudaną próbę dostania się do Izby Gmin w okręgu East Dunbartonshire. W parlamencie zasiadł w 1955, kiedy wygrał wybory w okręgu Penrith and The Border. W 1956 został prywatnym sekretarzem parlamentarnym przewodniczącego Zarządu Handlu. W latach 1957–1958 pełnił analogiczne stanowisko przy Kanclerzu Skarbu. W latach 1959–1961 był asystentem rządowego whipa. Następnie został jednym z Lordów Komisarzy Skarbu. W 1962 objął stanowisko prywatnego sekretarza parlamentarnego ministra pracy. W 1964 został głównym whipem opozycji. Kiedy w 1970 Partia Konserwatywna powróciła do władzy, Whitelaw został członkiem gabinetu jako lord przewodniczący Rady i przewodniczący Izby Gmin. Został również powołany do Tajnej Rady.
Kiedy w 1972 rząd brytyjski objął bezpośrednią władzę nad Irlandią Północną, Whitelaw został pierwszym ministrem ds. Irlandii Północnej. Na tym stanowisku pozostawał do 1973, kiedy został ministrem zatrudnienia. Stanowisko to utracił po porażce konserwatystów w wyborach 1974. W tym samym roku odznaczono go Orderem Kawalerów Honorowych. Niedługo po przegranych wyborach został zastępcą lidera opozycji, Edwarda Heatha, oraz przewodniczącym Partii Konserwatywnej. W wyborach na lidera partii w 1975 Whitelaw stanął po stronie Heatha, który jednak przegrał wybory z Margaret Thatcher. Whitelaw przestał być przewodniczącym partii, ale pozostał zastępcą lidera opozycji.
Po wygranych przez konserwatystów wyborach w 1979 Whitelaw został wicepremierem i ministrem spraw wewnętrznych. Na tym stanowisku musiał zmierzyć się z problemem narastającej przestępczości oraz kwestią przepełnionych więzień. Dwa dni po wyborach 1983 otrzymał tytuł wicehrabiego Whitelaw (był to pierwszy dziedziczny tytuł parowski kreowany od 18 lat) i zasiadł w Izbie Lordów. Został również Lordem Przewodniczącym Rady oraz przewodniczącym Izby Lordów. W grudniu 1987 doznał ataku apopleksji, co zmusiło go do rezygnacji z zajmowanych stanowisk.
Podczas politycznej emerytury lord Whitelaw był przewodniczącym Rady Gubernatorów St Bees School. W 1990 został kawalerem Orderu Ostu. Zmarł w 1999 i został pochowany w kościele parafialnym św. Andrzeja w Dacre.

### Rodzina
W 1943 poślubił Cecilię Sprot, córkę majora Marka Sprota i Meliory Hay, córki sir Johna Haya, 9. baroneta. William i Cecilia mieli cztery córki:
- Elizabeth Susan Whitelaw (ur. 2 listopada 1944), żona Nicholasa Cunliffe-Listera, 3. hrabiego Swinton, ma dzieci
- Carolyn Meliora Whitelaw (ur. 1946), żona Roberta Thomasa i Michaela Gravesa-Johnstona, ma dzieci z obu małżeństw
- Mary Cecilia Whitelaw (ur. 15 listopada 1947), żona Davida Coltmana, bezdzietna
- Pamela Winifred Whitelaw (ur. 9 marca 1951), żona Malise'a Grahama, bezdzietna